# Episodi de La casa del guardaboschi (undicesima stagione)
L'undicesima stagione della serie televisiva La casa del guardaboschi è in onda dal 22 marzo 2002 al 28 giugno 2002 sul canaleZDF.
| nº | Titolo originale            | Titolo italiano | Prima TV Germania | Prima TV in italiano |
| -- | --------------------------- | --------------- | ----------------- | -------------------- |
| 1  | Feuer im Wald               |                 | 22 marzo 2002     |                      |
| 2  | Der Wald gehört den Kindern |                 | 5 aprile 2002     |                      |
| 3  | Glück im Unglück            |                 | 12 aprile 2002    |                      |
| 4  | Heimische Hölzer            |                 | 19 aprile 2002    |                      |
| 5  | Eine schöne Schweinerei     |                 | 26 aprile 2002    |                      |
| 6  | Sturm im Schutzwald         |                 | 3 maggio 2002     |                      |
| 7  | Mein Gott Herta!            |                 | 10 maggio 2002    |                      |
| 8  | Florian greift ein          |                 | 17 maggio 2002    |                      |
| 9  | Vertrauen                   |                 | 24 maggio 2002    |                      |
| 10 | Falsche Liebe               |                 | 7 giugno 2002     |                      |
| 11 | Schule für Väter            |                 | 14 giugno 2002    |                      |
| 12 | Schwarzes Gold              |                 | 21 giugno 2002    |                      |
| 13 | Hassliebe                   |                 | 28 giugno 2002    |                      |